# Блатна теменужка
Блатна теменужка (Viola uliginosa) е вид растение от семейство Виолетови. Разпространена от източна Германия до централна Русия и от южна Швеция до северозападна Хърватия.

## Морфология
Структура
Ниско растение, високо от 10 до 20 cm, без стъбло. Цветовете растат на дръжки в пазвите на листата. Има стелещо се, тънко и много дълго коренище.
листа
Бъбрековидните и закръглени листа израстват от коренище, което е два пъти по-дълго от пластинката. Формата на листата варира от кръгло-сърцевидна или пъпковидна до яйцевидна и триъгълно-яйцевидна.
Цветя
Цъфти през май. Достига 2 – 3 см дължина и е лилав (рядко бял). Защитната чашка е образувана от пет зелени, тъпо завършващи чашелистчета.
Плодът
Сферичен и гол локулициден бодил. Тя се отваря по гърба на карпелите.

## Биология
Многогодишно растение. Цъфти в периода април – май. Може да цъфти до юли. Расте по бреговете на потоци, в райони близо до вода, най-често в тугайни гори.

## Действия за сигурност
Видът е включен в Червените книги на съседните области Калуга (2006 г.), Твер (2002 г.) и Ярославъл (категория 0) (2004 г.) поради ограничената си численост и разпространение, а също така е включен в списъците на редките видове на областите Владимир и Тула. През 1984 г. е взет под закрила в Москва и Московска област. Местообитанията на вида са защитени в три области (Подолска, Егориевска и Шатурска).

## Хибридност
Образува хибриди с кучешка теменужка, ривинска теменужка и блатна теменужка.